# 青荔橋

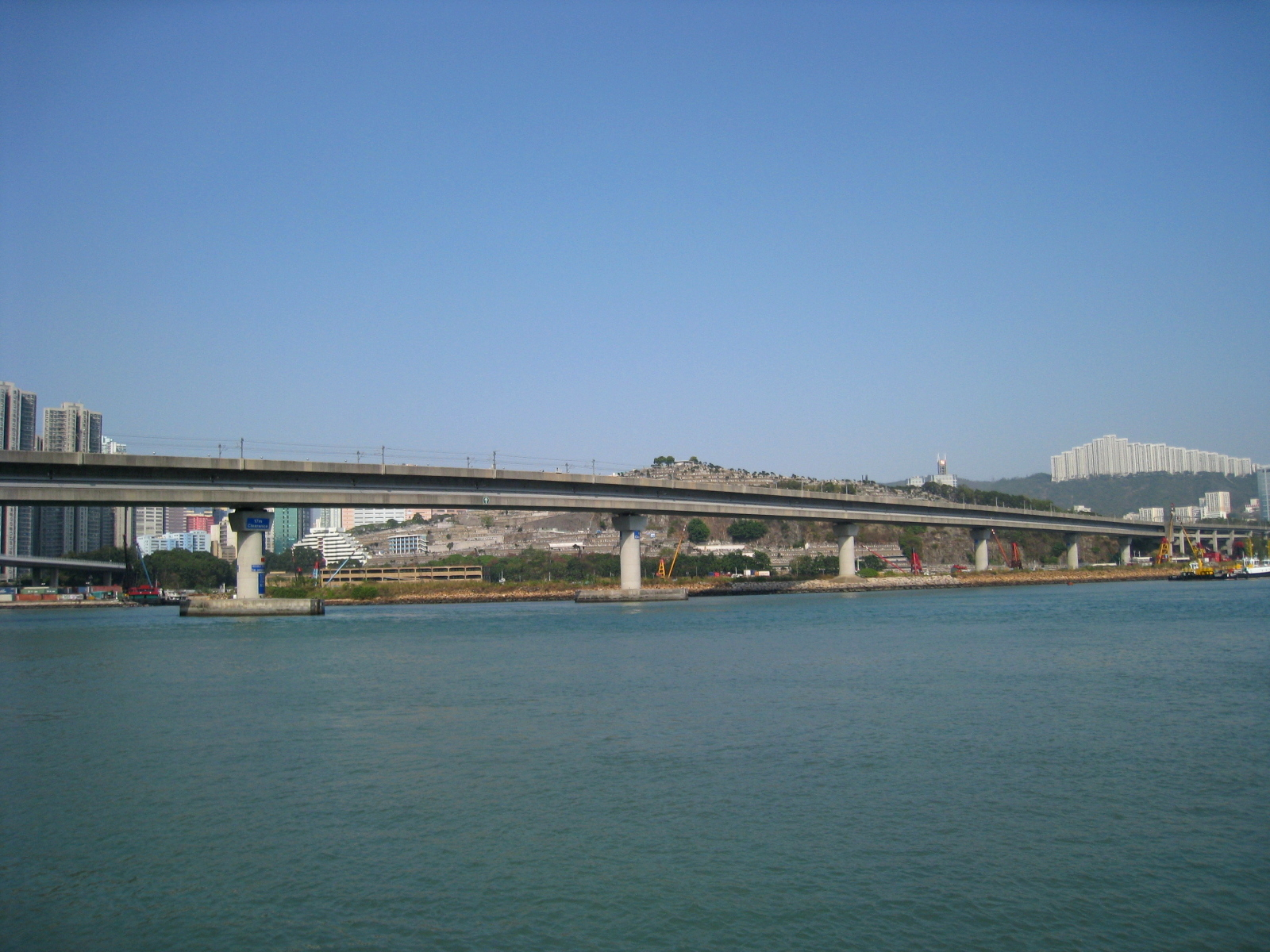
青荔橋（藍巴勒海峽橋）

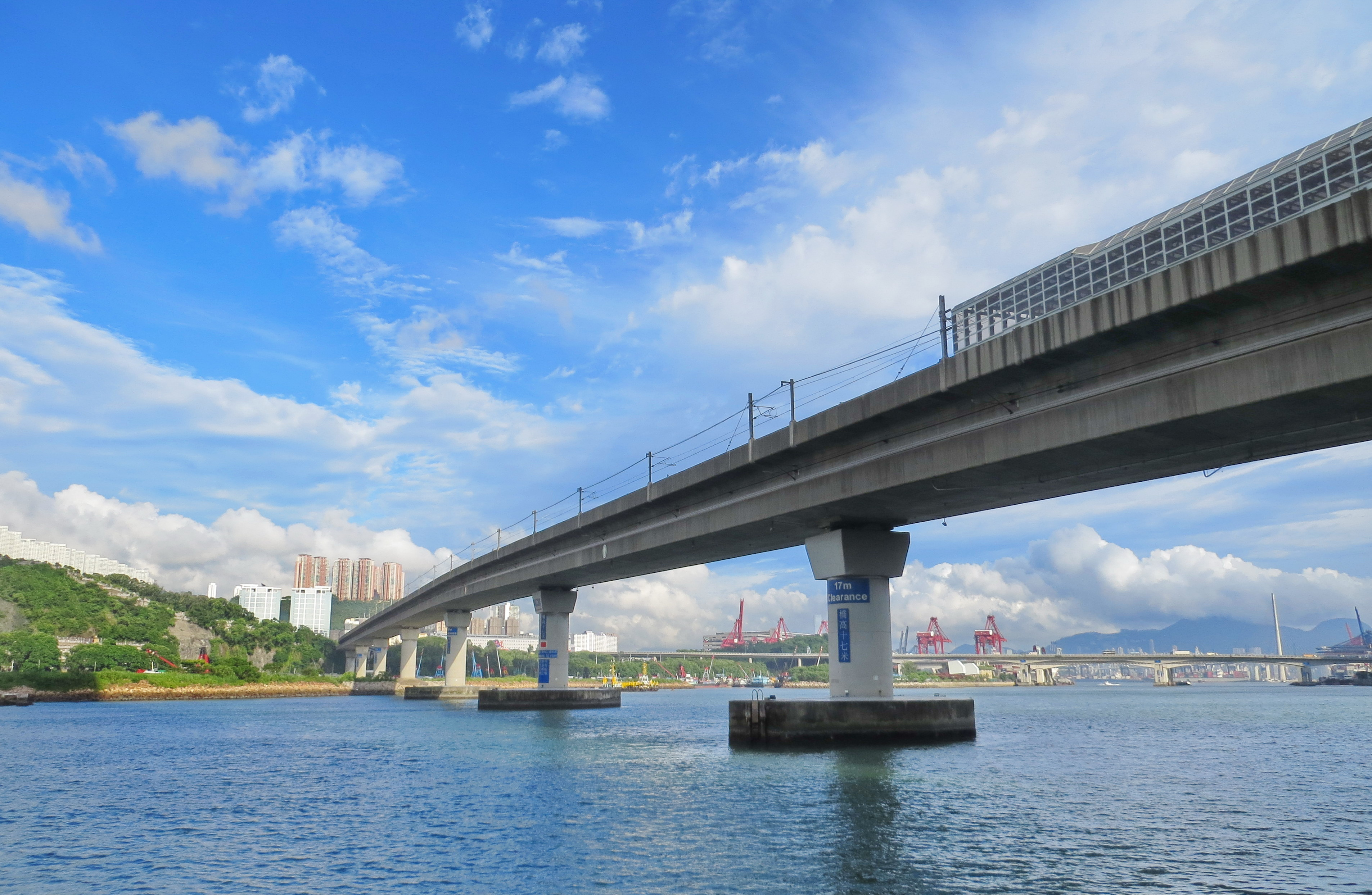
從青衣海濱公園望向青荔橋（藍巴勒海峽橋）

青荔橋（英語：Tsing Lai Bridge），港鐵稱為藍巴勒海峽橋（英語：Rambler Channel Bridge），是港鐵的鐵路橋，連接青衣站及茘景站，橫跨藍巴勒海峽。此橋由寶嘉-五洋聯營承建，於1998年隨東涌綫及機場快綫投入服務而啟用，藍巴勒海峽橋上有四條供東涌綫及機場快綫分開使用的路軌。該橋也是香港唯一一條雙層設計的鐵路橋樑。

## 鄰近車站
| 車站                 | 路綫          | 車站            |
| 青衣 往東涌/迪士尼綫 | 港鐵 東涌綫   | 茘景 往香港方向 |
| 青衣 往機場/博覽館   | 港鐵 機場快綫 | 九龍 往香港方向 |

## 歷史

### 西部走廊鐵路預留位

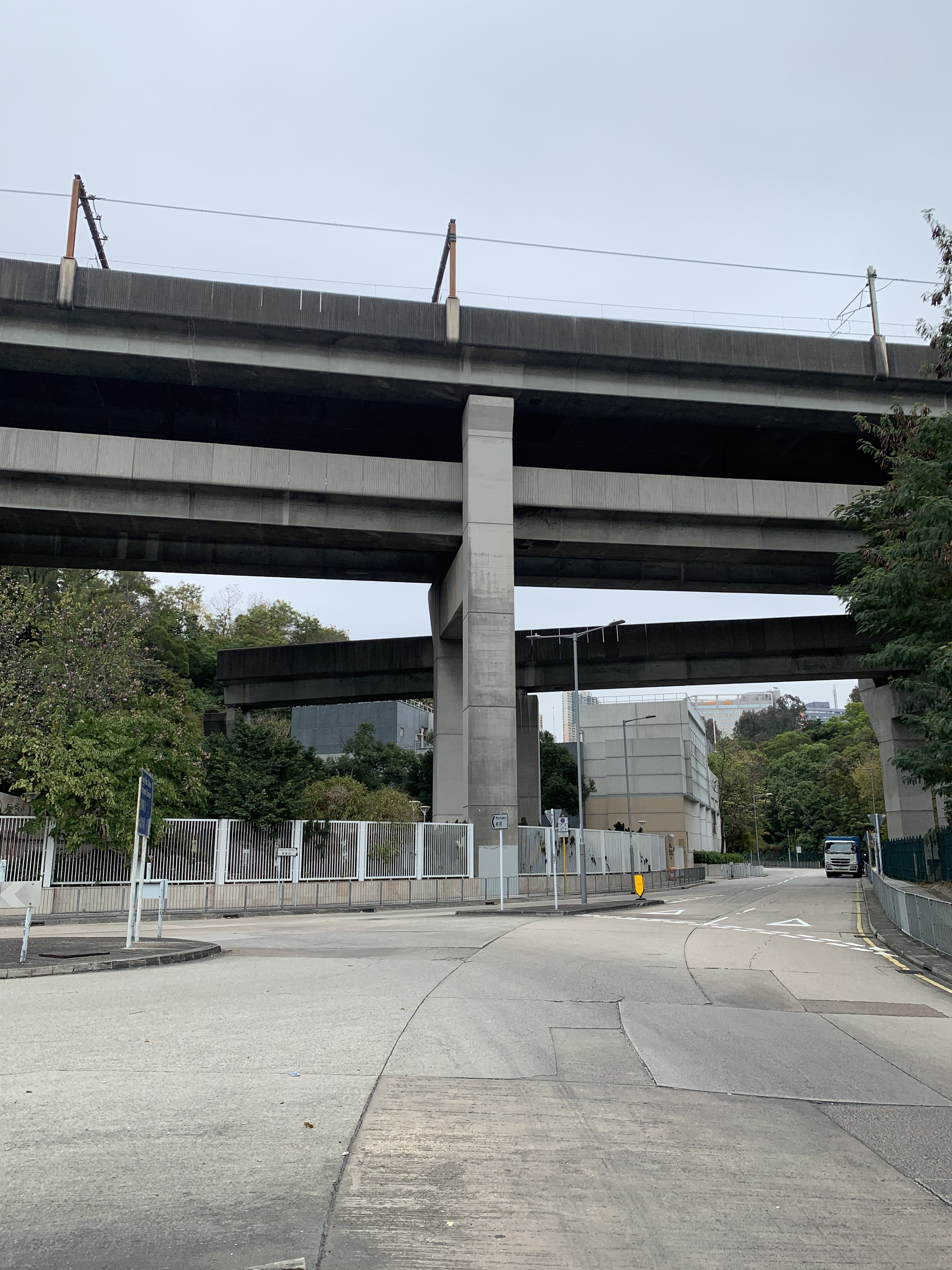

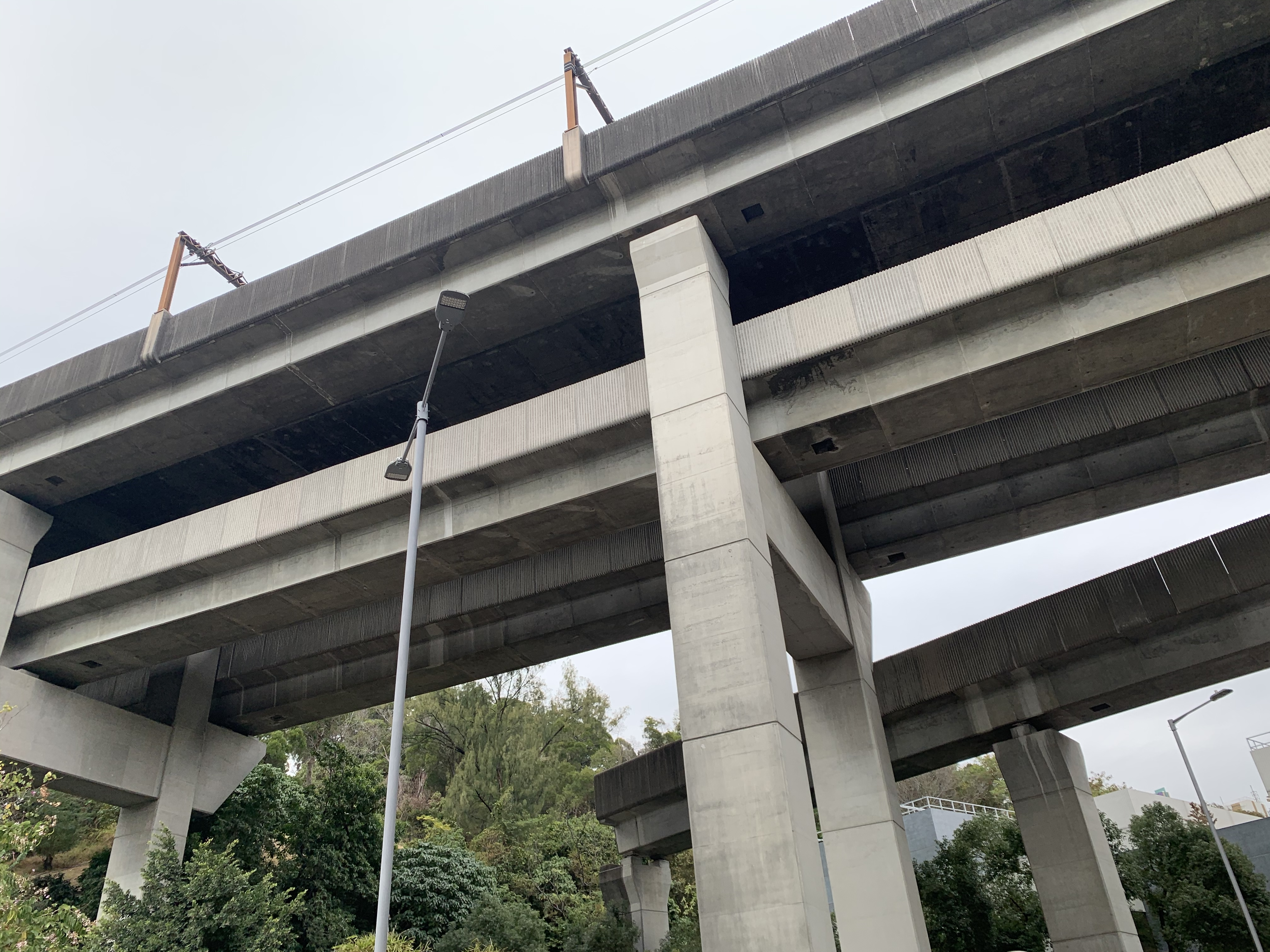

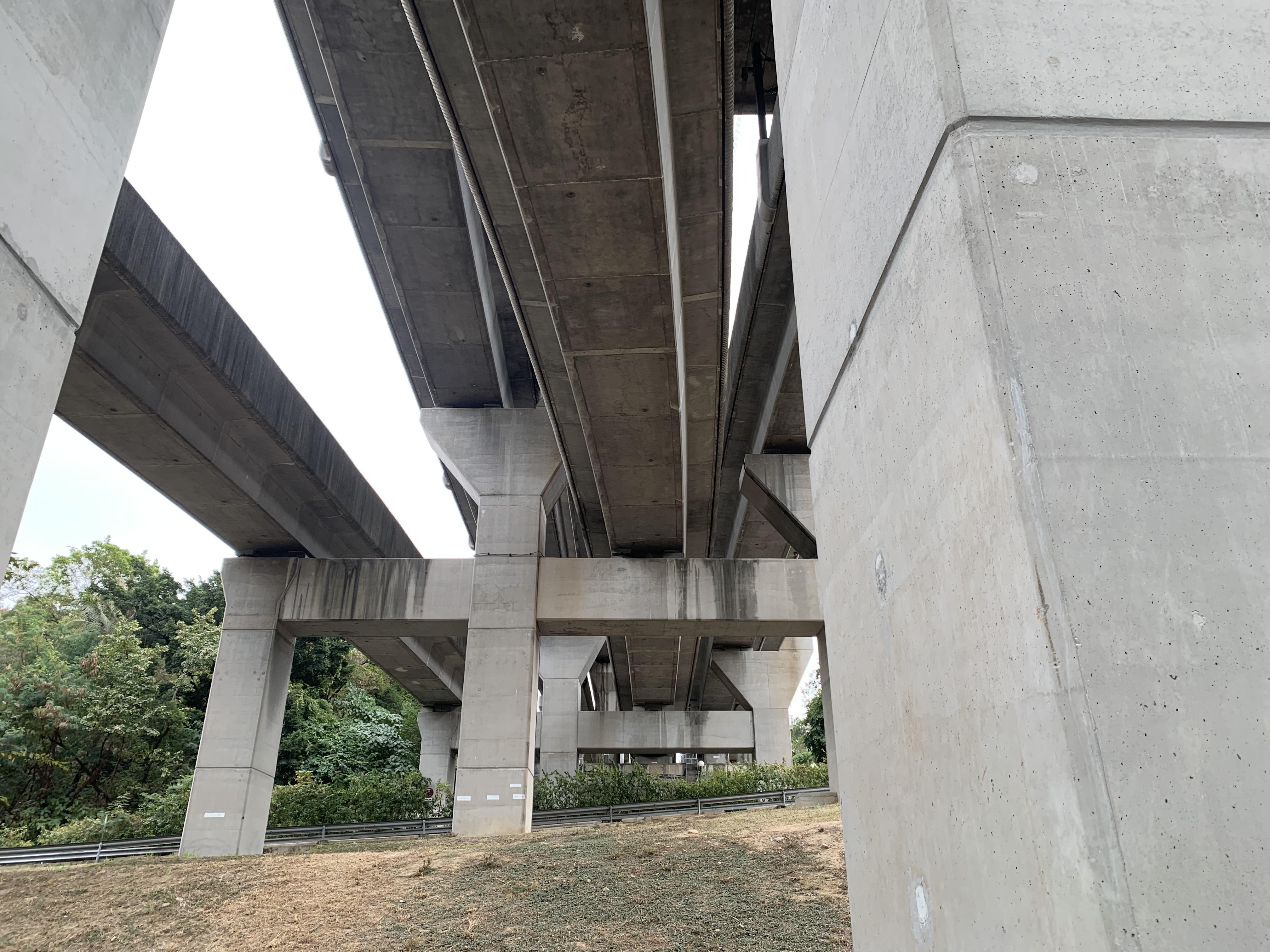

由於地鐵公司（現為港鐵公司）在興建機場鐵路的時候，政府尚未決定由地鐵（現為港鐵）還是九廣鐵路興建及營運西部走廊鐵路，而地鐵（現為港鐵）的方案是西部走廊鐵路的客運段可與當時興建中的機場鐵路（這裏僅指東涌綫）整合，使列車可直接來往新界西北及香港島，所以該橋在興建時預留了位置給西部走廊鐵路的客運段使用，該預留位位於該橋與葵喜街的交界。但隨着政府把西部走廊鐵路交給九廣鐵路興建及營運，這個預留位已被廢棄，不會再使用。西部走廊鐵路的客運段已於2003年12月20日通車，名為「九廣西鐵」（兩鐵合併後易名為「西鐵綫」，今爲屯馬綫一部分）。

### 加建隔音屏障工程
將青衣站東面高架橋頂現有的隔音罩延伸約65米。在建議隔音罩以東的架空行車道路，沿北行上層及下層行車軌旁分別裝設約250米長及450米長的吸音板。大橋上層及下層的軌旁吸音嵌板已完成安裝。隔音罩由2007年4月開始製造，安裝工程由2007年年中展開。